# Hiroshi Kitadani
Hiroshi Kitadani (きただにひろし?, Kitadani Hiroshi, vero nome 北谷 洋?; Susa, 24 agosto 1968) è un cantante giapponese che lavora principalmente come artista di anison, (canzoni usate negli anime).

## Biografia
Attualmente è membro dei JAM Project, ma in passato ha lavorato anche con i Lapis Lazzuli e gli Stagger. È noto per aver interpretato We Are! (ウィーアー！?), la prima sigla iniziale dell'anime One Piece, nonché la quindicesima We Go!, la diciannovesima We Can! e la ventiduesima Over The Top; la prima sigla eponima di Madan Senki Ryukendo e We Are the Heroes per Daigunder.

## Discografia

### Singoli
- We Are! (1999)
- Hatenaki Inochi (2002)
- We are the Heroes (2002)
- Totsugeki Gunka Gunparade March (2002)
- Revolution (2003)
- Seinaru Kemono-tachi (2003)
- Taiyou no transform!!(2004)
- Madan Senki Ryukendo (2004
- Justice of darkness ~Theme of Youkai Ningen Bem~ (2006)
- Endless Dream (2007)
- We Go! (2011)
- We Can! (2016)

### Album
- R-new (2008)